# Muriel Mayette
Muriel Mayette (1964) é uma atriz francesa.